# 二道湾子蒙古族乡
二道湾子蒙古族乡是中华人民共和国辽宁省葫芦岛市建昌县下辖的一个民族乡。

## 行政区划
二道湾子蒙古族乡下辖以下村级行政区划单位：
二道湾子村、头道湾子村、上河南村、二间楼村、西簸箕村、刘质彬沟村、大东沟村、西沟村、冀杖子村、大北沟村、坝上村和大庙村。